# Возвышенка (район Магжана Жумабаева)
Возвышенка (каз. Возвышенка) — село в районе Магжана Жумабаева Северо-Казахстанской области Казахстана. Административный центр Возвышенского сельского округа. Находится примерно в 57 км к юго-юго-востоку (SSE) от города Булаево, административного центра района, на высоте 124 метров над уровнем моря. Код КАТО — 593639100.
Основано в 1930 году в связи с организацией совхоза «Возвышенка». Имеются маслозавод, хлебоприемный пункт, машинно-тракторная мастерская.

## Население
В 1999 году население села составляло 3430 человек (1718 мужчин и 1712 женщин). По данным переписи 2009 года в селе проживало 2407 человек (1172 мужчины и 1235 женщин).